# Орнен
Орнен (фр. Ornain) је река у Француској. Дуга је 106 km. Улива се у Со. 